# 라부부
라부부(Labubu, 중국어: 拉布布)는 홍콩의 디자이너 카싱 렁(중국어: 龍家昇)이 만든 수집용 봉제인형 몬스터 엘프 브랜드로, 중국 기반 소매점 팝마트에서 독점 판매된다. 라부부는 또한 이 시리즈의 주인공 이름이기도 하다.

## 역사

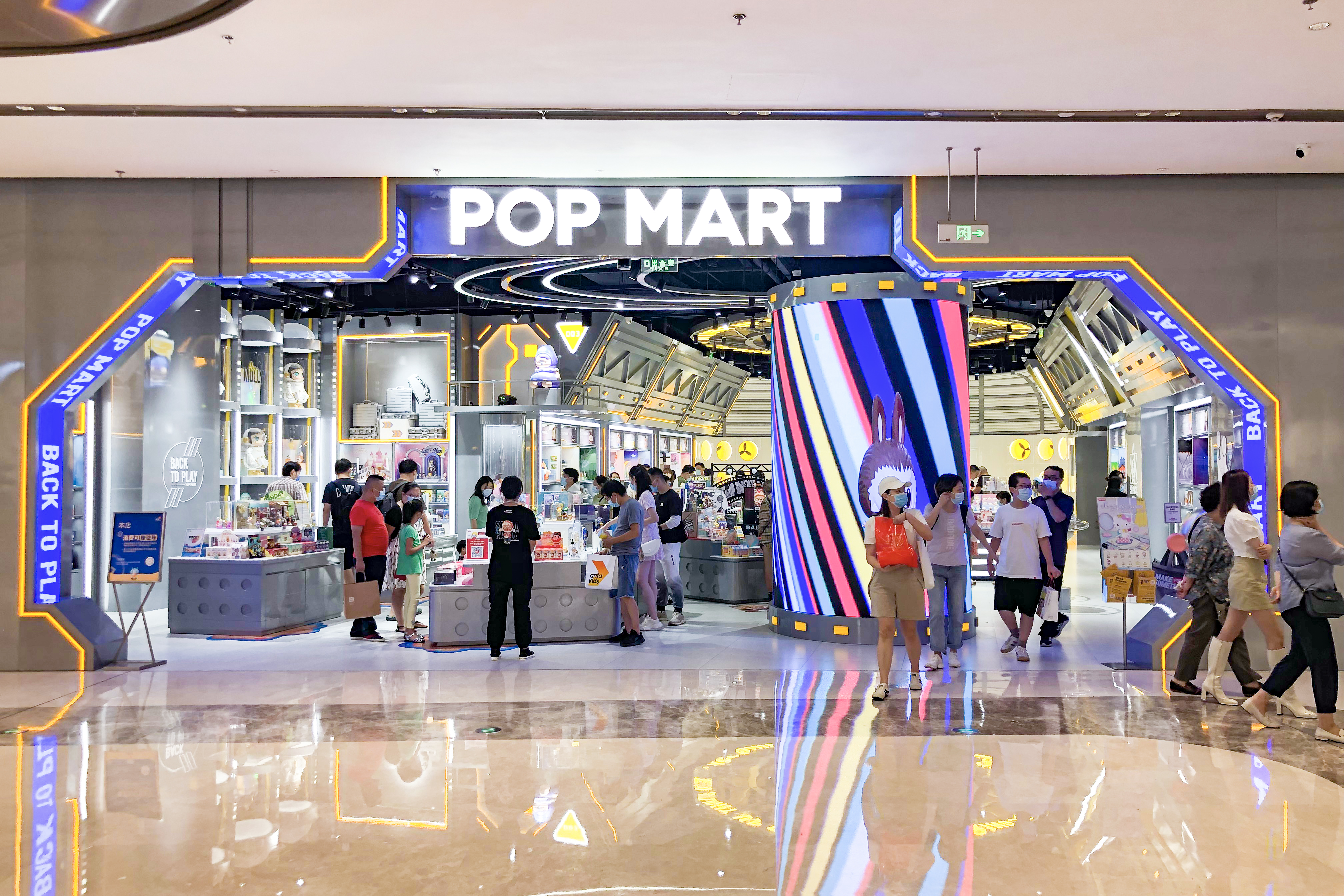
라부부 인형은 2019년부터 팝마트에서 판매되고 있다.

라부부는 홍콩에서 태어나 네덜란드에서 자란 예술가 카싱 렁 (1972–)이 디자인한 캐릭터로 시작되었다. 라부부는 렁의 이야기 시리즈 "더 몬스터스"의 일부였으며, 이는 그가 어린 시절 즐겨 읽던 북유럽 신화에 영향을 받았다.
라부부는 2015년에 How2Work사에서 제작한 "몬스터즈" 피규어로 처음 소개되었으며, 2019년 팝마트와의 협업을 통해 더욱 널리 알려지게 되었다. 이 파트너십은 수집가들 사이에서 라부부의 인기를 높였다.

## 디자인
라부부는 얼굴은 남자 캐릭터처럼 생겼지만 성별은 여자로, 둥글고 털이 많은 몸, 커다란 눈, 뾰족한 귀, 그리고 장난기 넘치는 미소를 짓는 9개의 날카로운 이빨을 가진, 장난스러우면서도 약간 사나운 모습으로 묘사된다. 라부부 외에도 다른 피규어들은 "더 몬스터스"라는 "부족"에 속해 있으며, 여기에는 모코코, 파토, 스푸키, 티코코(라부부의 "해골처럼 생긴" 남자친구), 그리고 지모모(가시 꼬리를 가진 몬스터들의 리더) 등의 캐릭터가 포함된다. 이 인형들은 다양한 모습으로 제작되었다.
라부부 피규어는 종종 블라인드 박스 형태로 판매되며, 해당 시리즈에서 무작위로 선택된 장난감을 담은 테마 라인으로 수집된다. 시리즈에는 종종 광고된 디자인 외에 희귀한 "비밀" 피규어가 포함되어 있다.
"익사이팅 마카롱" (중국어: 心动马卡龙)이라는 이름의 첫 번째 라부부 키링 라인은 2023년 10월에 출시되었다. 다른 컬렉션으로는 "폴 인 와일드", 7개의 피규어로 구성된 "해브 어 시트" (중국어: 坐坐派对) 라인, 그리고 "빅 인투 에너지" (중국어: 前方高能系列)가 있다.
팝마트는 또한 다양한 브랜드와 협업하여, 2024년 말에는 코카콜라 테마의 겨울 블라인드 박스 시리즈로 11개의 라부부를, 2025년 초에는 만화 및 애니메이션 원피스 (만화)의 캐릭터로 재해석된 "더 몬스터스" 13개 피규어 라인을 제작했다. 다른 피규어들은 파리 루브르 박물관에 있는 팝마트 매장에서 판매된 "라부부의 예술적 탐구" 시리즈처럼 다양한 박물관에서 독점적으로 출시되었다.

## 반응
2024년 4월 K-팝 그룹 BLACKPINK 멤버 리사가 가방에 라부부 키링을 달고 있는 모습이 포착된 후 폭넓은 주목을 받았다. 이는 태국과 다른 동남아시아 및 동아시아 지역에서 빠르게 인기를 얻는 트렌드를 촉발시켰다.
팝마트의 2024년 중간 보고서에 따르면, 8월 20일에 발표된 보고서에 따르면, 해당 라인이 상반기에 63억 중국 위안 (약 8억 7천만 미국 달러)의 매출을 기록했다.

## 같이 보기
- 비니 베이비
- 실바니안 패밀리
- 소니 엔젤
- 산리오